# Мађарска на Европском првенству у атлетици на отвореном 1934.
Мађарска је учествовала на 1. Европском првенству у атлетици на отвореном 1934. од 7. до 9. јуна 1934. на стадиону Бенито Мусолини у Торину (Италија). Била је једна од 23 земље учеснице чланице ЕАА. Такмичило се само у мушкој конкуренцији, а Мађарску је представљао 17 такмичар који су се такмичили у 16  дисциплина.
У укупном пласману Мађарска је са 7  овојених медаља (2. златне, 5 сребрне и 2 бронзане) заузела 4 место од 15 земаља које су освајале медаље.
У табели успешности (према броју и пласману такмичара који су учествовали у финалним такмичењима (првих 8 такмичара)) Мађарска је са 17 учешћа у финалу заузела 4 место са 87 бодова, од 18 земаља које су имале представнике у финалу.
| Пл. | Земља    | 1. место | 2. место | 3. место | 4. место | 5. место | 6. место | 7. место | 8. место | Бр. фин. | Бодови |
| --- | -------- | -------- | -------- | -------- | -------- | -------- | -------- | -------- | -------- | -------- | ------ |
| 4.  | Мађарска | 2 - 16   | 3 - 21   | 2 - 12   | 4 - 20   | 2 - 8    | 3 - 9    | 0 - 0    | 1 - 1    | 17 ∫∫ 87 |        |

Атлетичари Мађарске поставили су 1 рекорд Европских првенстава и оборили  1  националниа рекорда.

## Учесници
| Бр. | Дисциплина    | Мушкарци                | Укупно |
| --- | ------------- | ----------------------- | ------ |
| 1.  | 100 м         | Јожеф Шир               | 1      |
| 2.  | 200 м         | Јожеф Шир¹ Јожеф Ковач  | 1 (2)  |
| 3.  | 400 м         | Ласло Барши             | 1      |
| 4.  | 800 м         | Миклош Сабо             | 1      |
| 5.  | 1,500 м       | Миклош Сабо¹            | 0 (1)  |
| 6.  | 5.000 м       | Јанош Келен Јене Силађи | 2      |
| 7.  | 10.000 м      | Јене Силађи¹            | 0 (1)  |
| 8.  | Маратон       | Јожеф Галамбос          | 1      |
| 9.  | 110 м препоне | Јожеф Ковач²            | 0 (1)  |

| Бр. | Дисциплина   | Мушкарци                                          | Укупно  |
| --- | ------------ | ------------------------------------------------- | ------- |
| 10. | 4 х 100 м    | Ласло Форгач Јожеф Ковач² Јожеф Шир² Ласло Форгач | 2 (4)   |
| 11. | Скок мотком  | Виктор Жуфка                                      | 1       |
| 12. | Скок удаљ    | Хенрик Котлаи Шандор Домбровари                   | 2       |
| 13. | Троскок      | Лајош Шомло Шандор Домбровари¹                    | 1 (2)   |
| 14. | Бацање кугле | Јожеф Дарањи                                      | 1       |
| 15. | Бацање диска | Иштван Доноган Јожеф Ремец                        | 2       |
| 16. | Бацање копља | Јожеф Варсеги                                     | 1       |
|     | Укупно (8)   | 18 (24)                                           | 18 (24) |

- Такмичари означени бројем су учествовали у још онолико дисциплина колики је број.

## Освајачи медаља

### Злато
1. Миклош Сабо — 800 м

2. Јожеф Ковач — 110 м препоне

### Сребро
1. Јожеф Шир — 200 м 

2. Миклош Сабо — 1.500 м 

3. Ласло Форгачс, Јожеф Ковач, Јожеф Шир, Ђула Ђенеш — 4 х 100 м

### Бронза
1. Јожеф Шир — 100 м

2. Иштван Доноган — бацање диска

## Резултати

### Мушкарци
| Атлетичар                                         | Дисциплина    | Лични рекорд | Квалификације | Квалификације  | Полуфинале           | Полуфинале    | Финале     | Финале  | Детаљи |
| Атлетичар                                         | Дисциплина    | Лични рекорд | Резултат      | Место          | Резултат             | Место         | Резултат   | Место   | Детаљи |
| ------------------------------------------------- | ------------- | ------------ | ------------- | -------------- | -------------------- | ------------- | ---------- | ------- | ------ |
| Јожеф Шир                                         | 100 м         |              | 11.0          | 1. у гр. 4 КВ  | 10,.6 'ЌВ РЕП        | 1 у пф. 2     | 10,7       |         | [ 2 ]  |
| Јожеф Шир                                         | 200 м         |              | 21,8          | 1. у гр. 2 КВ  |                      |               | 21,5 РЕП   |         | [ 2 ]  |
| Јожеф Ковач                                       | 200 м         |              | 21,9          | 2. у гр. 1 КВ  | 21,7                 | 4. / 12       | [ 2 ]      |         |        |
| Ласло Барши                                       | 400 м         |              | 49,3          | 3. у гр. 2     | Није се квалификовао | 9. / 13       | [ 2 ]      |         |        |
| Миклош Сабо                                       | 800 м         |              | 1:58,8        | 2. у гр. 1 КВ  | 1:52,9 НР            |               | [ 2 ]      |         |        |
| Миклош Сабо                                       | 1.500 м       |              | 4:19,0        | 2. у гр. 3 'КВ | 3:55,2               |               | [ 2 ]      |         |        |
| Јанош Келен                                       | 5.000 м       |              |               |                |                      |               | 15:06,6 ЛР | 6. / 13 | [ 2 ]  |
| Јене Силађи                                       | 5.000 м       |              | 32:23.0 ЛР    | 9. / 13        | [ 2 ]                |               |            |         |        |
| Јене Силађи                                       | 10.000 м      |              | 32:23.        | 5, / 8 (9)     | [ 2 ]                |               |            |         |        |
| Јожеф Галамбос                                    | маратон       |              | 2.55:14,0     | 4. / 13        | [ 2 ]                |               |            |         |        |
| Јожеф Ковач                                       | 110 м препоне |              | 15,2          | 1. у гр. 1 КВ  | 14,8 РЕП             | 1. у пф. 1 КВ | 14,8 =РЕП  |         | [ 2 ]  |
| Ласло Форгачс, Јожеф Ковач, Јожеф Шир, Ђула Ђенеш | 4 х 100 м     |              |               |                |                      |               | 41.4       |         | [ 2 ]  |
| Виктор Жуфка                                      | скок мотком   |              | 3,60 КВ       | 1. у гр. 1     |                      |               | 3,90       | 4. / 11 | [ 2 ]  |
| Хенрик Котлаи                                     | скок удаљ     |              |               |                |                      |               | 7,01 ЛР    | 6. / 15 | [ 2 ]  |
| Шандор Домбровари                                 | скок удаљ     |              | 6,80 ЛР       | 8. / 15        | [ 2 ]                |               |            |         |        |
| Шандор Домбровари                                 | троскок       |              | 13,91         | 10. / 10 (11)  | [ 2 ]                |               |            |         |        |
| Лајош Шомло                                       | троскок       |              | 13,93         | 10. / 10 (11)  | [ 2 ]                |               |            |         |        |
| Јожеф Дарањи                                      | бацање кугле  |              | 15,20         | 6. / 13        | [ 2 ]                |               |            |         |        |
| Иштван Доноган                                    | бацање диска  |              | 45,91         |                | [ 2 ]                |               |            |         |        |
| Јожеф Ремец                                       | бацање диска  |              | 45,54         | 4. / 11        | [ 2 ]                |               |            |         |        |
| Јожеф Варсеги                                     | бацање копља  |              | 65,81         | 5. / 8         | [ 2 ]                |               |            |         |        |

## Биланс медаља Мађарске после 1. Европског првенства на отвореном 1934.
|    | ЕП    |   |   |   |   | УП |
| 1. | 1934. | 2 | 3 | 2 | 7 | 4. |
| -- | ----- | - | - | - | - | -- |

|    | Атлетичар-ка |   |   |   |   |
| -- | ------------ | - | - | - | - |
| 1. | Јожеф Ковач  | 1 | 1 | 0 | 2 |
| 1. | Миклош Сабо  | 1 | 1 | 0 | 2 |
| 3. | Јожеф Шир    | 0 | 2 | 1 | 3 |